# Encrateola maculithorax
Encrateola maculithorax är en stekelart som först beskrevs av William Harris Ashmead 1895.  Encrateola maculithorax ingår i släktet Encrateola och familjen brokparasitsteklar. Inga underarter finns listade i Catalogue of Life.